# Anisodes ovisignata
Anisodes ovisignata är en fjärilsart som beskrevs av Moore 1887. Anisodes ovisignata ingår i släktet Anisodes och familjen mätare. Inga underarter finns listade i Catalogue of Life.